# Antsirananabaai
De Antsirananabaai is een baai in het noorden van Madagaskar, in de regio Diana nabij de stad Antsiranana.
De ingang van de baai is slechts 1,6 kilometer breed en heeft een diepte van ongeveer 50 meter. Door de omliggende bergen is de baai goed beschermd tegen tropische cyclonen. De baai heeft een diameter van ongeveer 20 kilometer.